# Lake House
Lake House ist ein See im ostantarktischen Viktorialand. In der Asgard Range liegt er nördlich der Friis Hills am westlichen Ende des Pearse Valley.
Teilnehmer einer von 1963 bis 1964 dauernden Kampagne im Jahr der neuseeländischen Victoria University’s Antarctic Expeditions benannte ihn nach dem Chemiker Donald A. House, der bei dieser Forschungsreise an der Erkundigung der Seen im Taylor Valley, Wright Valley und Victoria Valley beteiligt war.